# Pseudotsuga
Pseudotsuga is de botanische naam van een geslacht uit de dennenfamilie (Pinaceae). De meest aangeplante soort is de douglasspar (Pseudotsuga menziesii).
Noord-Amerika
- Pseudotsuga menziesii - IUCN-status: veilig
  - Pseudotsuga menziesii var. menziesii
  - Pseudotsuga menziesii var. glauca
- Pseudotsuga macrocarpa - IUCN-status: gevoelig

Azië
- Pseudotsuga brevifolia - IUCN-status: kwetsbaar
- Pseudotsuga forrestii
- Pseudotsuga japonica - IUCN-status: kwetsbaar
- Pseudotsuga sinensis IUCN-status: kwetsbaar
  - Pseudotsuga sinensis var. sinensis - IUCN-status: kwetsbaar
  - Pseudotsuga sinensis var. wilsoniana